# Marie Seebach
Marie Seebach (Riga, 24 febbraio 1829 – Saint Moritz, 3 agosto 1897) è stata un'attrice teatrale tedesca.

## Biografia
Figlia dell'attore Wilhelm Friedrich Seebach e della cantante Theona Blumauer, Marie Seebach nacque nel 1829 a Riga, città dell'Impero Russo. Cominciò a recitare durante l'infanzia e, crescendo, recitò come Julia nel Kean di Alexandre Dumas a Norimberga. Nel 1850 si iscrisse al Musikkonservatorium di Colonia con l'idea di diventare una cantante lirica, ma accantonò presto il progetto per dedicarsi interamente alla recitazione. Dopo aver interpretato ruoli da soubrette a Lubecca, Danzica e Kassel, ottenne un primo successo nel 1852, quando recitò come Gretchen nel Faust ad Amburgo. Dopo due stagioni con il Thaliatheater, nel 1854 esordì a Vienna. 
Di ritorno in Germania, si affermò come acclamata attrice tragica a Monaco, dove il suo repertorio annoverava i ruoli delle protagoniste eponime in Jane Eyre e Adriana Lecouvreur. Nel 1855 fu scritturata dal Teatro di Corte di Hannover, dove recitò regolarmente fino al 1866. Qui conobbe il tenore Albert Niemann, che sposò nel 1859 e che seguì a Berlino nel 1866; la coppia si separò due anni più tardi. Dopo la separazione, cominciò a calcare le scene internazionali in lunghe tournée, prima a San Pietroburgo (1868) e poi ad Amsterdam (1869). Tra il 1870 e il 1871 fu impegnata in un intenso tour degli Stati Uniti, che la vide recitare in centosessanta rappresentazioni in diciassette città diverse.
Di ritorno in Europe, apparve regolarmente alla Konzerthaus Berlin dal 1886 all'addio alle scene nel 1897. Dedida anche ad attività benefiche, nel 1893 fondò una casa di riposo per attori indigenti a Weimar.